# フカボリン
『フカボリン』とは、テレビ東京系列で2012年10月6日から2013年3月30日まで毎週土曜の24:25 - 24:50に放送されていたクイズバラエティ番組である。

## 概要
世の中の流行について、映像やクイズで「フカボリ」する番組。
MCは基本的にスタジオ不在で、アシスタントが進行を務める。

## 出演者

### MC
- 博多大吉（博多華丸・大吉）

### アシスタント
- 愛実

### パネラー
- インパルス（板倉俊之・堤下敦）
- オリエンタルラジオ（中田敦彦・藤森慎吾）
- 松沢成文

### ナレーション
- 村田秀亮（とろサーモン）
- 相内優香（テレビ東京アナウンサー）

## ネット局と放送時間
| 放送対象地域   | 放送局         | 系列           | 放送日時           | 遅れ       |
| -------------- | -------------- | -------------- | ------------------ | ---------- |
| 関東広域圏     | テレビ東京     | テレビ東京系列 | 土曜 24:25 - 24:50 | 制作局     |
| 北海道         | テレビ北海道   | テレビ東京系列 | 土曜 24:25 - 24:50 | 同時ネット |
| 愛知県         | テレビ愛知     | テレビ東京系列 | 土曜 24:25 - 24:50 | 同時ネット |
| 大阪府         | テレビ大阪     | テレビ東京系列 | 土曜 24:25 - 24:50 | 同時ネット |
| 岡山県・香川県 | テレビせとうち | テレビ東京系列 | 土曜 24:25 - 24:50 | 同時ネット |
| 福岡県         | TVQ九州放送    | テレビ東京系列 | 土曜 24:25 - 24:50 | 同時ネット |

## スタッフ
- 構成：松本真一、堀江B面、小杉四駆郎、山本有宇介、飯村泉、坂田景子
- カメラ：五十嵐陽
- 音声：目野智子
- 編集：尾崎博樹
- MA：吉田達矢
- 音効：遠藤治朗
- 美術プロデューサー：吉田敬
- デザイン：今長和宏
- 美術協力：フジアール
- 技術協力：スウィッシュ・ジャパン、Azabu Plaza、ネクストライ
- コンテンツ：家永洋、青山貴幸
- 宣伝：岡仁（テレビ東京）
- デスク：鈴木あゆみ（テレビ東京）
- AP：泉亜希子
- AD：伊藤和、原卓史
- ディレクター：鈴木圭介、田川裕也、森俊平、畑中真治、中野伸郎
- 演出：川田忠仁
- プロデューサー：小高亮（テレビ東京）、城下拓也（よしもとクリエイティブ・エージェンシー）、宗田昭彦（電通）、今滝陽介
- 協力：BACK-UP MEDIA
- 制作協力：吉本興業、電通
- 製作著作：テレビ東京